# Ultraestrutura

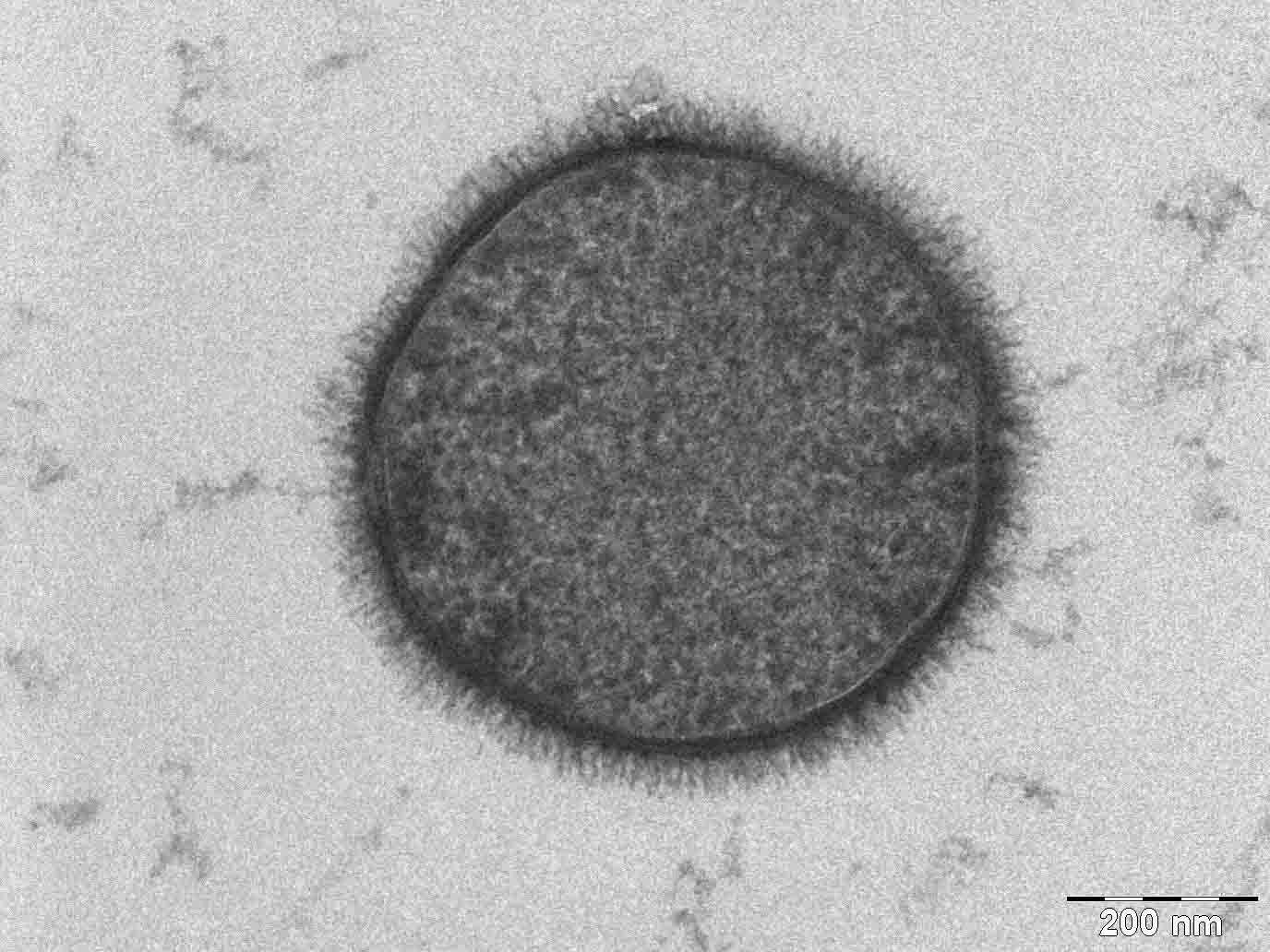
A ultraestrutura de uma única célula bacteriana (Bacillus subtilis). A barra de escala corresponde a 200 nm.

Ultraestrutura é a estrutura detalhada de um espécime biológico, como uma célula, tecido, ou órgão, que pode ser observada por microscopia electrónica. Em geral, refere-se ao estudo das estruturas celulares que são demasiado pequenas para serem observadas com o microscópio óptico.
Juntamente com a filogenia molecular, a ultraestrutura tem sido muitas vezes uma opção fiável na classificação de organismos.